# Guarea humaitensis
Guarea humaitensis är en tvåhjärtbladig växtart som beskrevs av T.D. Pennington. Guarea humaitensis ingår i släktet Guarea och familjen Meliaceae. Inga underarter finns listade i Catalogue of Life.